# Černé ovce
Černé ovce jsou televizní investigativní publicistický pořad České televize, vysílaný od 13. dubna 1992.

## O pořadu
Pořad Černé ovce nabízí reportáže, rady, testy a další spotřebitelský servis. Černé ovce jsou premiérově vysílány od pondělí do čtvrtka v 17.40 na ČT1, pořad je reprízován následující den na ČT1 v 5.15.
Pořad moderoval od roku 1992 Vlado Štancel, k němuž se v roce 2003 přidala Iveta Fialová. Na podzim roku 2016, poté, co Vlado Štancel náhle zemřel, zůstala na pozici moderátorky pouze Iveta Fialová. Ta moderovala Černé ovce do podzimu 2022, kdy ji vystřídala Kateřina Stibalová.